# Clodio Albino
Decimo Clodio Ceionio Settimio Albino (in latino Decimus Clodius Caeionius Septimius Albinus; Hadrumetum, 25 novembre 145 circa – Saona, 19 febbraio 197) è stato un usurpatore e poi Cesare dell'Impero romano.
Fu infatti proclamato imperatore dalle legioni della Britannia e della Spagna subito dopo la morte di Pertinace nel 193 (conosciuto anche come l'"anno dei cinque imperatori"), e si autoproclamò Augustus verso la fine del 195, poco prima della sconfitta finale degli inizi del 197.

## Biografia

### Origini familiari
Clodio Albino nacque ad Hadrumetum (l'odierna Susa, in Tunisia), nell'Africa proconsolare, il 25 novembre, attorno all'anno 145, da una famiglia aristocratica di origine italica. Egli era originario di questa località africana, come lo era la madre di Didio Giuliano, il cui regno durò poco più di due mesi. Traeva origine dalle famiglie romane dei Ceionii, Albini e Postumi. Fu il primogenito di Ceionio Postumo e Aurelia Messalina e nacque in una casa modesta e povera.
La Historia Augusta narra che il suo nome deriverebbe del fatto che, al momento della nascita, al contrario di tutti i bambini che hanno la pelle rossastra, Clodio era di carnagione bianchissima, da qui il nome di Albino. Trascorse l'intera fanciullezza in Africa, ricevendo una sommaria istruzione in lettere greche e latine. La sua indole fiera lo portò poi ad appassionarsi alla vita militare.

### Cursus honorum
(Historia Augusta, Clodius Albinus, 6.1.)
Egli infatti iniziò la carriera militare come eques, ed entrò a far parte dell'ordine senatorio verso la fine del regno di Marco Aurelio (161 - 180).

#### Prime cariche militari fino alla pretura (165 - 186 ca.)
Ricoprì il ruolo di tribuno militare angusticlavio a capo dei cavalieri Dalmati. La Historia Augusta sostiene che ottenne il comando di due coorti alari (identificabili forse con una coorte equitata milliaria) in qualità di praefectus cohortis sotto il regno di Marco Aurelio (post 169).
Durante un suo soggiorno a Roma negli anni attorno al 162-164 potrebbe aver incontrato e conosciuto il suo coetaneo Settimio Severo, africano come lui. Più tardi militò nella legio IIII Flavia Felix (di stanza a quel tempo nella Mesia superiore, a Singidunum) e nella legio I Italica (in Mesia inferiore, a Novae).
Ebbe un nuovo incarico militare in Bitinia, quando nel 175 Avidio Cassio si ribellò in Oriente al princeps Marco Aurelio, rimanendo fedele a quest'ultimo. Gli venne concessa l'esenzione dall'esercizio della questura e poco dopo divenne edile per non più di dieci giorni, in quanto fu inviato con urgenza a raggiungere l'esercito, per una nuova fase delle guerre marcomanniche (177-180?).
Combatté nella terza fase delle guerre marcomanniche in Dacia negli anni attorno al 183-184 in veste di legato imperiale della legio V Macedonica (Potaissa), insieme a Pescennio Nigro.
Ottenne quindi la pretura (attorno al 185/186) che, secondo la Historia Augusta, rimase famosa. Si racconta che nel corso dei giochi da lui indetti, lo stesso Commodo combatté nel Foro romano e nei vari teatri.

#### Dal consolato a governatore della Britannia (187-193)

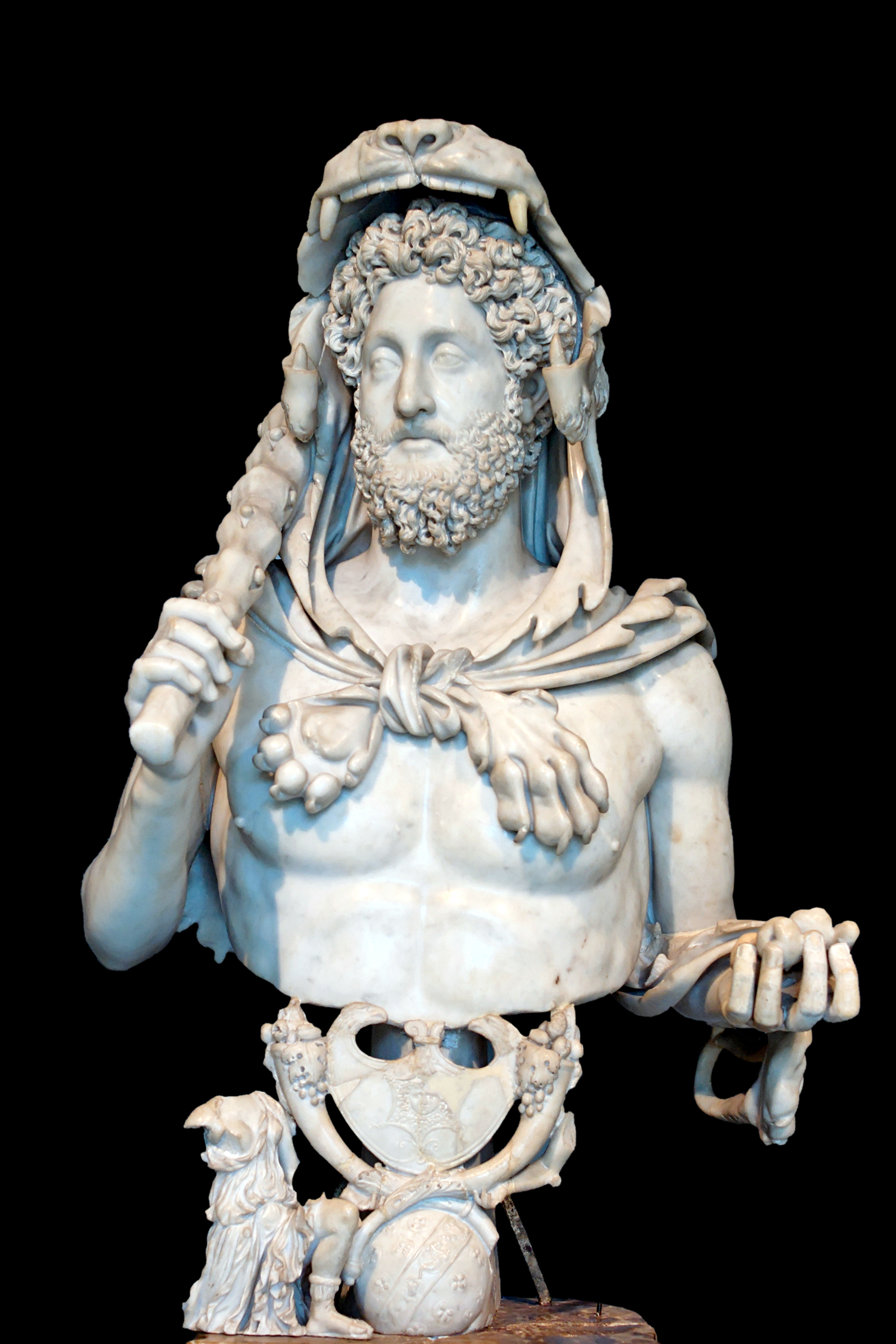
L'imperatore Commodo come Ercole (Musei Capitolini, Roma)

Divenne in seguito, prima console nel 187 e poi fu trasferito da Commodo in Gallia, probabilmente come governatore della Germania inferiore (o comunque di una provincia germanica, attorno al 189), dove riuscì a respingere una qualche invasione da parte dei barbari, ricacciandoli oltre il Reno.
La Historia Augusta riferisce di un fatto secondo il quale, Commodo, colpito da come aveva condotto la guerra in Gallia e Germania, gli inviò una lettera in cui gli ordinava di assumere il titolo di Cesare:
(Historia Augusta, Clodius Albinus, 2.2.)
Gli avrebbe, infine, promesso quale segno distintivo della dignità imperiale, di poter indossare il mantello rosso, privilegio concesso ai membri della famiglia imperiale, e più avanti anche la porpora (veste propria dell'imperatore), senza però l'oro, prerogative che ebbe a ricevere lo stesso Lucio Elio Cesare, quando fu adottato dall'imperatore Adriano nel 136.
Clodio Albino non volle però accettare questo onore, per il timore di essere portato alla rovina, una volta rovesciato Commodo a causa dei suoi pessimi costumi.
Ebbe infine il governo della provincia di Britannia a partire dal 191. Qui dovette affrontare una situazione di grave malcontento che si era creata all'interno della guarnigione.

### Gli anni della guerra civile (193-197)
Al principio del 193, dopo la morte di Commodo avvenuta il 31 dicembre del 192, fu acclamato imperatore Pertinace grazie all'appoggio della coorti pretorie. La Historia Augusta narra che Albino era in tale sintonia con il Senato che quest'ultimo non solo volle tributargli onori e acclamazioni, ma propose a Pertinace di associarlo quale collega. In seguito la sua influenza ebbe una tale influenza sulla decisione di Didio Giuliano di far uccidere Pertinace. Si narra infatti che il nuovo imperatore, dopo soli tre mesi, fu assassinato dagli stessi pretoriani che, poi, decisero di "mettere all'asta" il trono al miglior offerente. Fu la volta così di Didio Giuliano, anche se nel frattempo gli eserciti provinciali avevano nominato: Pescennio Nigro (comandante delle legioni siriache), Settimio Severo (comandante delle legioni danubiane della Pannonia superiore) e Clodio Albino (comandante delle legioni di Britannia). E inizialmente sembra che Albino abbia appoggiato Giuliano, in quanto sua madre era originaria della stessa città di Hadrumetum.

#### Cesaredi Settimio Severo (193-195)
In seguito a questi avvenimenti Settimio Severo mosse su Roma dove, dopo aver congedato in massa i pretoriani italici, e sostituiti con truppe tratte dal suo esercito, ottenne anche quello del Senato dove si fece riconoscere princeps. Consapevole di non poter combattere su due fronti, Severo nominò l'«ingenuo e vanitoso» Clodio Albino cesare (con il nome di Decimus Clodius Septimius Albinus Caesar, quasi l'avesse designato a succedergli, pur avendo Severo già due eredi naturali nei figli, Bassianus (Caracalla) di 5 anni e Geta di 4. Non a caso le monete celebravano PROVIDENTIA AUGUSTI (la previdenza dell'Augusto Severo) o la FORTUNA REDUX (la fortuna che riporta Albino a Roma). E del resto, per quanto Albino potesse essere scettico, poteva comunque sperare di accedere al trono, prima che il maggiore dei figli di Severo crescesse abbastanza da anticiparlo.
Giunse all'impero, secondo il biografo della Historia Augusta, piuttosto anziano e comunque più vecchio di Pescennio Nigro. Poco più tardi gli conferì il secondo consolato in absentia (nel 194), lasciandogli il governo delle province occidentali delle Gallie e della Britannia, mentre egli stesso si concentrava nella lotta contro Pescennio in Oriente, dove riusciva a batterlo nel 194. In seguito Severo poté continuare con una nuova guerra, questa volta contro i Parti. Si racconta che Albino fu tentato da alcuni senatori a marciare su Roma, vista l'assenza dell'Augustus Severo e prenderne il potere, ma non lo fece e rimase fedele agli accordi, almeno fino a quando non fu evidente che i figli gli sarebbero succeduti. Albino, del resto, non nascose mai, neppure ai tempi di Commodo, la sua dedizione per il Senato romano, tanto da guadagnarsene la sua simpatia, come ci racconta più volte la Historia Augusta.

#### In lotta con Severo, sua morte (195-197)

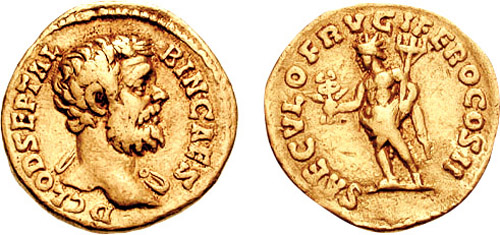
Clodio Albino. L'aureo celebra il Saeculum Frugiferum, e probabilmente raffigura Ba'al Hammon, una divinità Fenicia adorata nell'Africa settentrionale, da dove proveniva Clodio (Hadrumetum).

L'alleanza tra Settimio Severo e Clodio Albino ebbe perciò breve durata. Con la fine del 195, Albino, una volta che Severo ebbe proclamato Cesare il proprio figlio Bassianus, il futuro imperatore Caracalla, si autoproclamò Augustus in aperto conflitto con Severo. Quest'ultimo tentò di farlo assassinare, ma senza successo. Decise quindi di abrogare gli accordi del 193, togliendogli il titolo di Cesare, e lo fece proclamare "nemico pubblico" (hostis publicus). Subito dopo raccolse un'armata e marciò da Bisanzio, dove era ancora in corso un assedio contro gli ultimi superstiti dell'esercito di Pescennio Nigro, fino in Occidente, mandando avanti alcuni dei suoi generali per occupare i passi alpini, per rendere la strada più sicura.
Albino decise allora di correre ai ripari, cercando di raccogliere un grosso esercito, forse con nuove leve, e di ottenere nuove alleanze con il governatore della Hispania Tarraconensis, Lucio Novio Rufo, il quale disponeva di una legione ed alcuni reparti di truppe ausiliarie. Dopo un primo scontro a lui favorevole contro un generale di Severo, pose il proprio "quartier generale" a Lugdunum, dove iniziò a battere propria moneta, recante i titoli imperiali al completo. Ricordiamo ad esempio un'emissione con la CLEMENTIA AUG(usti) o la FIDES LEGION(um). Tentò quindi di occupare l'intero limes renano, ma fallì, sebbene fosse riuscito in un primo momento a sconfiggere il governatore della Germania inferiore, Virio Lupo. In seguito assediò senza successo Augusta Treverorum (Treviri) nella Gallia Belgica, difesa dal legatus legionis della legio XXII Primigenia, Claudio Gallo, che normalmente si trovava a Mogontiacum.
Il 19 febbraio del 197 i due pretendenti alla porpora imperiale si scontrarono nella valle della Saône (battaglia di Lugdunum). Secondo quanto ci raccontano le fonti, sembra che le armate che si scontrarono potevano contare su 150.000 armati complessivi. Vero è che, se Albino poteva disporre di circa 50.000 soldati dalla sola provincia di Britannia tra legioni (15.000) e truppe ausiliarie (35.000), al massimo poteva raggiungere i 60.000 armati considerando anche l'esercito della Tarraconensis (10.000 armati). Al contrario Severo poteva disporre dell'intero esercito presente sul limes renano e danubiano (200.000 armati), quindi più numeroso.
Dopo una battaglia sanguinosa e rimasta a lungo incerta (per circa due giorni), Settimio Severo prevalse sul rivale, sebbene avesse subito uno scacco iniziale e avesse perduto il proprio cavallo, tanto da costringere Clodio Albino ad uccidersi, gettandosi sulla propria spada. La Historia Augusta racconta che:
(Historia Augusta, Clodius Albinus, 9.3-4.)
Severo gli fece tagliare la testa e la inviò su una picca a Roma, come monito a chi lo aveva sostenuto, tra cui molti senatori che avevano colmato di onori molti membri della sua famiglia ed in particolare il fratello. Il corpo di Albino rimase parecchi giorni davanti al quartier generale di Severo fino a mandare fetore, fino a quando una volta straziato dai cani, fu gettato nelle acque del fiume. I suoi figli (uno secondo alcuni o due secondo altri) in un primo momento furono perdonati, ma poi anch'essi decapitati insieme alla loro madre e gettati nel fiume Rodano. Frattanto Lugdunum venne distrutta e non riuscì più a riprendersi nei secoli successivi.

## Clodio Albino nella storiografia

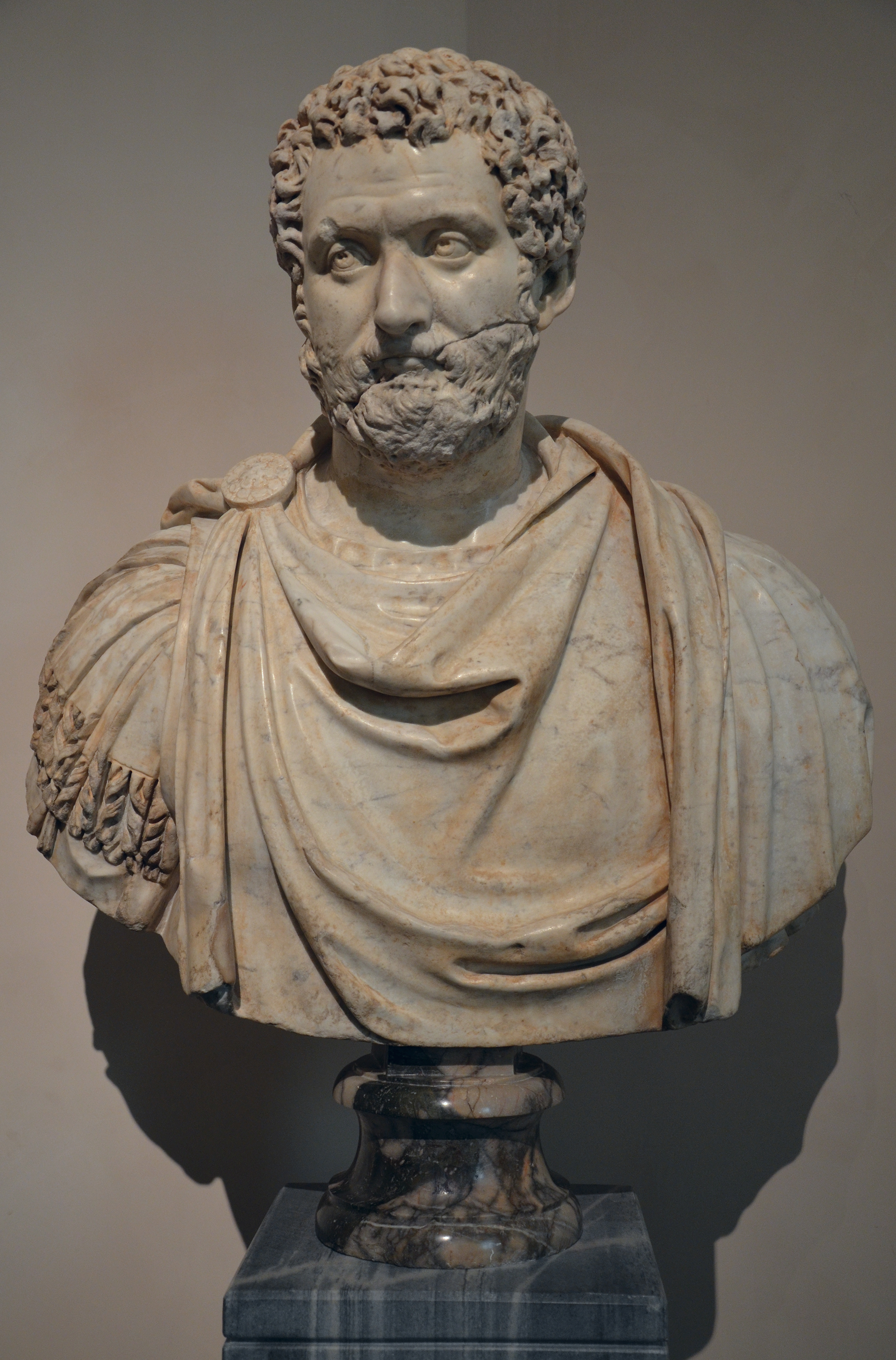
Busto di Clodio Albino (Museo del Prado, Madrid)

### Autori antichi
Historia Augusta
La Historia Augusta riferisce che, secondo quanto ci tramanda Settimio Severo, il suo rivale a trono imperiale, Albino fu «turpe, malizioso, malvagio, disonesto, avido e lussurioso». Severo, nella sua autobiografia, lo dipingeva con un carattere aspro, tanto da non andare mai d'accordo con i suoi famigliari e con la moglie; ingiusto verso i servi e crudele con i soldati, tanto da far crocifiggere i centurioni ordinari, anche quando non era necessario. Faceva battere con le verghe e non perdonava nessun errore.

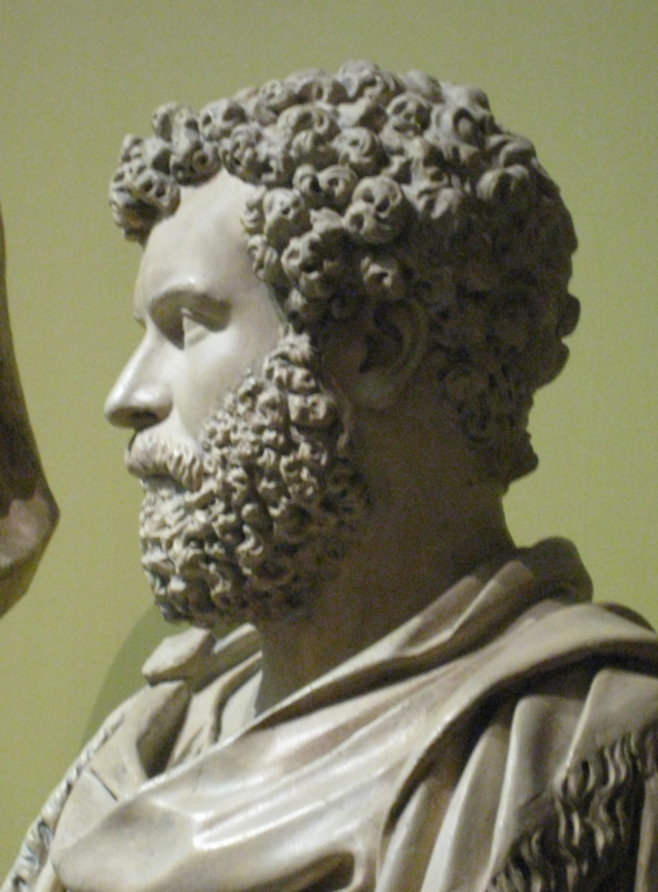
Busto di Clodio Albino (Museo Pushkin, Mosca) (una copia dell'originale nel Museo del Louvre).

Al contrario si ritiene di non prestar fede a tali credenze poiché questo giudizio fu creato a regola d'arte «nel periodo in cui erano in guerra». La Historia Augusta ricorda infatti che Severo spesso scrisse ad Albino prima del 196-197, come ad un intimo amico, e che molti avevano di lui un'ottima opinione, tanto che lo stesso Severo gli aveva conferito il titolo di Cesare e pensava a lui come suo successore.
Lo stesso Marco Aurelio in alcune missive riferite dalla Historia Augusta lo avrebbe definito «uomo di esperienza, di vita austera e costumi rigorosi», ed anche il fatto di «lodare Albino per la fermezza, lui che ha saputo tenere a freno le truppe, in un momento di gravi defezioni a favore di Avidio Cassio». Secondo quanto riferiva un certo Cordo, egli era particolarmente goloso soprattutto di frutta: 
(Historia Augusta, Clodius Albinus, 11.2-4.)
Ancora la Historia Augusta scrive che egli fu amato dal Senato come nessun altro principe, forse anche per l'odio che nutriva nei confronti di Severo che, per la sua crudeltà, era profondamente detestato dai senatori.
Era, inoltre, elegantissimo nel vestire, anche se molto volgare a tavola dove si preoccupava solo della quantità dei cibi. Con le donne era un meraviglioso amante. Esperto di agricoltura, scrisse persino delle Georgiche e probabilmente anche delle novelle erotiche dette Milesie, che ebbero una discreta fama, sebbene fossero di scarso valore letterario.
Era alto di statura, con i capelli ricci e crespi, la fronte spaziosa, con la carnagione bianchissima, tanto che proprio da questa abbia preso il nome di Albino. Aveva un tono di voce femminile, proprio degli eunuchi. Si irritava facilmente, era duro quando era irato e terribile quando si infuriava. Era infine molto esperto d'armi.
Cassio Dione Cocceiano
Albino eccelleva per famiglia e per educazione, mentre il suo avversario Settimio Severo era superiore in guerra ed era un abile comandante.
Erodiano
Viene giudicato assai ingenuo e vanitoso nell'aver accettato da Severo il titolo di Cesare, dietro il quale si nascondeva il fatto di non poter combattere contemporaneamente su due fronti, contro Albino in Occidente e Pescennio Nigro in Oriente. Di lui si racconta che era di natura mite e, grazie anche al suo status di aristocratico, era preferito dal senato di Roma rispetto a Severo.

### Autori moderni
Michael Grant sostiene che sia difficile, allo stato attuale delle nostre conoscenze, capire quale sia la verità sul carattere di Clodio Albino, dopo aver letto quello che scrivono la Historia Augusta, Cassio Dione e Erodiano. Tuttavia il Senato ebbe in lui fiducia, visto che apparteneva all'aristocrazia italica, sebbene migrata in Africa proconsolare, dopo che lo stesso aveva promesso loro clemenza. Non a caso egli fu il candidato dell'aristocrazia occidentale latina, in opposizione a quella orientale greca rappresentata da Nigro, e diversamente da quanto rappresentava Severo a capo delle armate del limes danubiano.
Risulta, infine, opinione comune da parte di alcuni studiosi moderni, che la morte dell'imperatore Pertinace fu il risultato di un ammutinamento dei pretoriani, e non invece un'eco della propaganda diffusa da Settimio Severo (il Vindicator Divi Pertinacis), che invece sosteneva fosse un omicidio derivato da una congiura di palazzo, dove i responsabili erano identificati con i suoi antagonisti della guerra civile, Didio Giuliano e Clodio Albino, oltre a Giulio Leto.